# C/1965 S1 (Икэя — Сэки)
Комета Икэя — Сэки, C/1965 S1 (Ikeya — Seki) — долгопериодическая комета, которую независимо друг от друга открыли японские наблюдатели Каору Икэя и Цутому Сэки. Впервые наблюдалась 18 сентября 1965 года как слабый телескопический объект. Первые вычисления её орбиты показали, что 21 октября она пройдёт на расстоянии всего около 450 тыс. км над поверхностью Солнца и, возможно, станет чрезвычайно яркой.
Ожидания оправдались: когда комета приблизилась к перигелию, наблюдатели сообщали, что она была ясно видна на дневном небе рядом с Солнцем. В Японии комета проходила перигелий в полдень по местному времени, и имела звёздную величину −17m, то есть в 60 раз ярче полной луны. Комета Икэя — Сэки оказалась одной из ярчайших комет в последнем тысячелетии, и потому иногда её называют «Большой кометой 1965 года».
Незадолго до прохождения перигелия комета распалась на три части. Три фрагмента продолжали двигаться по почти идентичным орбитам, и комета вновь стала видна на утреннем небе в конце октября, демонстрируя очень яркий хвост. В начале 1966 года комета перестала наблюдаться, поскольку направлялась во внешнюю часть Солнечной системы.
Комета Икэя — Сэки относится к семейству околосолнечных комет Крейца, для которых характерно исключительно малое перигелийное расстояние, и которые, возможно, являются фрагментами одной большой кометы, которая разрушилась в 1106 году.

## Галерея

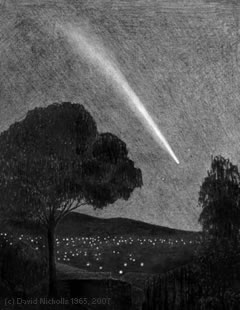
Комета C/1965 S1 (Икэя — Сэки). Видна из Канберры, 31 октября 1965 года. Рисунок Дэвида Николса.
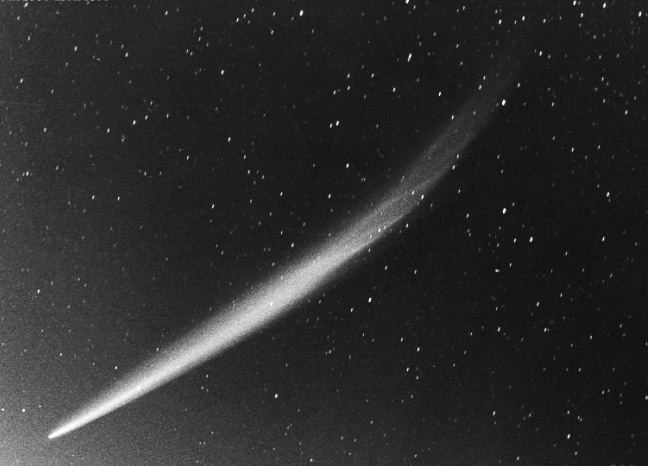
Комета C/1965 S1 (Икэя — Сэки), 30 октября 1965 года. Фото Джеймса Янга (Обсерватория Тейбл-Маунтин/JPL/NASA)
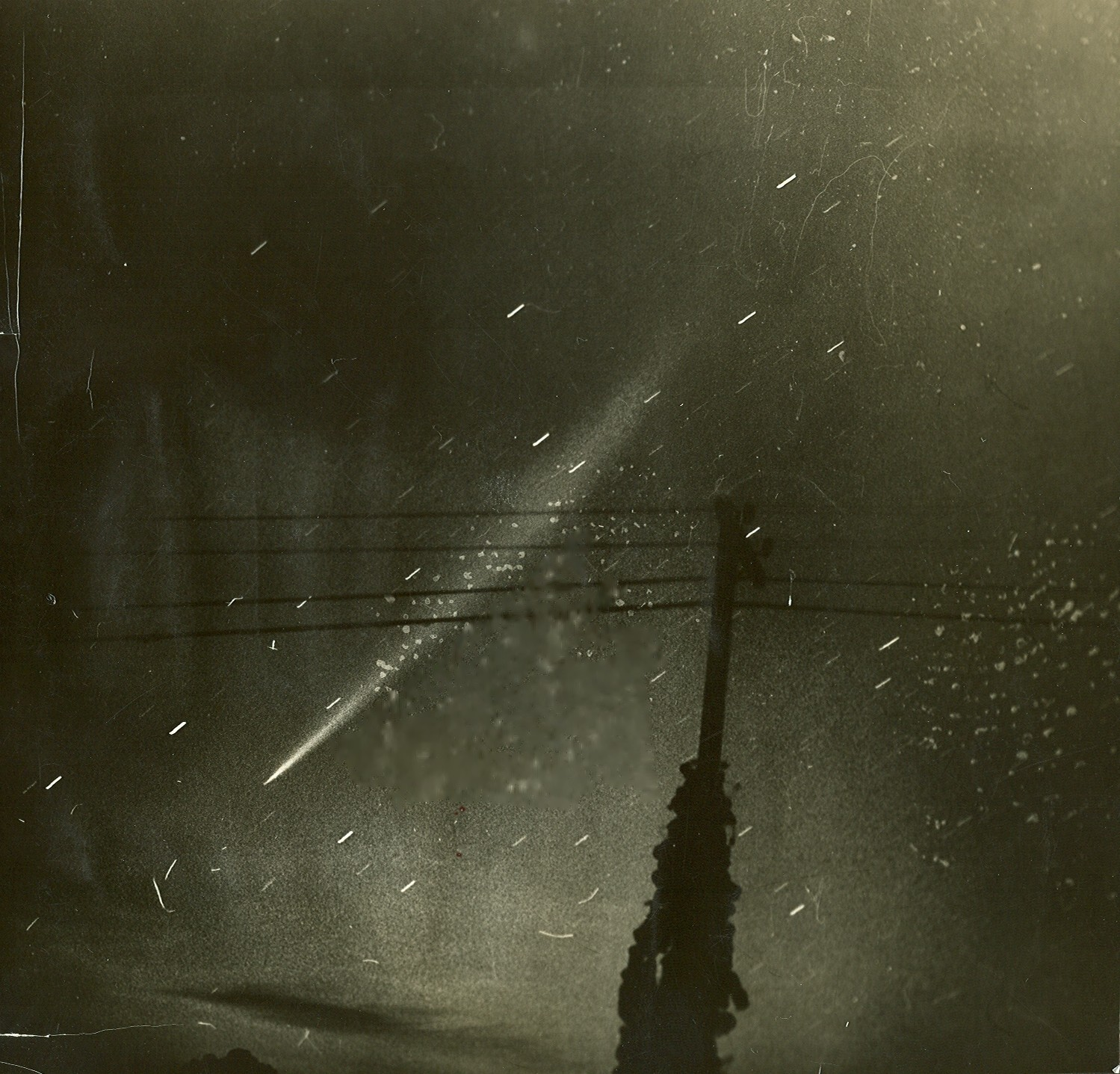
Комета C/1965 S1 (Икэя — Сэки). Фото Мейнарда Питтендрея